# أوسكار ولوسيندا (رواية)
أوسكار و لوسيندا (بالإنجليزية: Oscar and Lucinda)‏ هي رواية للروائي الأسترالي بيتر كاري، والتي فازت  بجائزة بوكر وجائزة مايلز فرانكلين عام 1989.

## القصة
القصة تحكي عن أوسكار هوبكينز، ابن وزير كنيسة الإخوة البليموث الذي أصبح كاهنا انجيلكانيا، ولوسيندا ليبلاستريير، وريثة أسترالية شابة والتي تشتري مصنعا للزجاج.والذين تقابلا في سفينة ذاهبة إلى أستراليا، ويكتشف كلاهما أنهما مقامران، أحدهما مندفع، والآخر لا يقاوم.
لوسيندا تتحدى اوسكار انه لن يستطيع نقل كنيسة زجاجية من من سيدني إلى بيلنغن، بلدة على ساحل ويلز الجنوبي. وهذا الرهان يغير حياتهما للأبد.

## الوحي
الرواية أخذت وحيها بشكل جزئي من شعر إنكليزي يدعى الأب والابن.

## الفيلم
أُنتج من الرواية فيلم بنفس الاسم عام 1997 وأُخرج من قبل جيليان آرمسترونغ ومن بطولةكيت بلانشيت ورالف فاينس وتوم ويلكينسون.

## روابط خارجية
- Peter Carey discusses Oscar and Lucinda on the BBC World Book Club
- Oscar and Lucinda at the National Film and Sound Archive